# Cecidomyiinae
Cecidomyiinae zijn een onderfamilie uit de familie van de galmuggen (Cecidomyiidae).

## Taxonomie
De volgende taxa zijn bij de familie ingedeeld:
- Supertribus Brachineuridi (143 soorten)
  - Tribus Brachineurini (79 soorten)
    - Geslacht Acinacistyla 
    - Geslacht Alatostyla 
    - Geslacht Brachineura 
    - Geslacht Brachyneurina 
    - Geslacht Chrybaneura 
    - Geslacht Coccidomyia 
    - Geslacht Compositola 
    - Geslacht Effusomyia 
    - Geslacht Epimyia 
    - Geslacht Epimyiella 
    - Geslacht Nodalistyla 
    - Geslacht Rhizomyia 
    - Geslacht Stabiliola 
    - Geslacht Undoneura 
    - Geslacht Volsatiola 

  - Tribus Ledomyiini (62 soorten)
    - Geslacht Cingola 
    - Geslacht Isogynandromyia 
    - Geslacht Lauthia 
    - Geslacht Ledomyia 
    - Geslacht Ledomyiella 
    - Geslacht Plesiolauthia 
    - Geslacht Prolauthia 

  - Niet in een tribus ingedeel binnen de Brachineuridi
    - Geslacht  † Kovaleviola 
    - Geslacht  † Spungisiola
- Supertribus Cecidomyiidi

  - Tribus Anadiplosini
    - Geslacht Alexomyia 
    - Geslacht Anadiplosis 
    - Geslacht Machaeriobia 
    - Geslacht Scopodiplosis 
    - Geslacht Uleella 

  - Tribus Aphidoletini (44 soorten)
    - Geslacht Allobremia 
    - Geslacht Anulidiplosis 
    - Geslacht Aphidoletes 
    - Geslacht Bremia 
    - Geslacht Daedalidiplosis 
    - Geslacht Falciformidiplosis 
    - Geslacht Farquharsonia 
    - Geslacht Heterobremia 
    - Geslacht Homobremia 
    - Geslacht Lanidiplosis 
    - Geslacht Mirabilidiplosis 
    - Geslacht Monobremia 
    - Geslacht Ollaediplosis 
    - Geslacht Spilodiplosis 

  - Tribus Asphondyliini (505 soorten)
    - Subtribus Asphondyliina (375 soorten)
      - Geslacht Apoasphondylia 
      - Geslacht Asphondylia 
      - Geslacht Bruggmanniella 
      - Geslacht Daphnephila 
      - Geslacht Dimocarpomyia 
      - Geslacht Hemiasphondylia 
      - Geslacht Heterasphondylia 
      - Geslacht Houardiella 
      - Geslacht Illiciomyia 
      - Geslacht Parazalepidota 
      - Geslacht Perasphondylia 
      - Geslacht Probruggmanniella 
      - Geslacht Pseudasphondylia 
      - Geslacht Pumilomyia 
      - Geslacht Rhoasphondylia 
      - Geslacht Sciasphondylia 
      - Geslacht Tavaresomyia  
      - Geslacht Tetrasphondylia 
      - Geslacht Zalepidota 

    - Subtribus Schizomyiina (164 soorten)
      - Geslacht Ameliomyia 
      - Geslacht Anasphondylia 
      - Geslacht Aposchizomyia 
      - Geslacht Asphoxenomyia 
      - Geslacht Asteralobia 
      - Geslacht Brethesiamyia 
      - Geslacht Bruggmannia 
      - Geslacht Burseramyia 
      - Geslacht Eocincticornia 
      - Geslacht Kiefferia 
      - Geslacht Kochiomyia 
      - Geslacht Luzonomyia 
      - Geslacht Macroporpa 
      - Geslacht Metasphondylia 
      - Geslacht Okriomyia 
      - Geslacht Oxycephalomyia 
      - Geslacht Parametasphondylia 
      - Geslacht Pisoniamyia 
      - Geslacht Pisphondylia 
      - Geslacht Placochela 
      - Geslacht Polystepha 
      - Geslacht Proasphondylia 
      - Geslacht Pseudokochiomyia 
      - Geslacht Schizandrobia 
      - Geslacht Schizomyia 
      - Geslacht Stephomyia 

  - Tribus Cecidomyiini (585 soorten)
    - Geslacht Acacidiplosis 
    - Geslacht Acerovesiculomyia 
    - Geslacht Anisostephus 
    - Geslacht Austroacacidiplosis 
    - Geslacht Caryadiplosis 
    - Geslacht Caryomyia 
    - Geslacht Cecidomyia 
    - Geslacht Chamaediplosis 
    - Geslacht Contarinia 
    - Geslacht Efferatodiplosis 
    - Geslacht Garugadiplosis 
    - Geslacht Gobidiplosis 
    - Geslacht Halodiplosis 
    - Geslacht Lobopteromyia 
    - Geslacht Macrodiplosis 
    - Geslacht Paradiplosis 
    - Geslacht Parkiamyia 
    - Geslacht Phyllodiplosis 
    - Geslacht Pinyonia 
    - Geslacht Plemeliella 
    - Geslacht Procontarinia 
    - Geslacht Prodiplosis 
    - Geslacht Sequoiomyia 
    - Geslacht Sphaerodiplosis 
    - Geslacht Stenodiplosis 
    - Geslacht Taxodiomyia 
    - Geslacht Thecodiplosis 
    - Geslacht Zeuxidiplosis 

  - Tribus Centrodiplosini
    - Geslacht Centrodiplosis 
    - Geslacht Cystodiplosis 
    - Geslacht Jorgensenia 

  - Tribus Clinodiplosini (220 soorten)
  - Tribus Hormomyiini (52 soorten)
    - Geslacht Planetella

  - Tribus Karshomyiini (63 soorten)
  - Tribus Lestodiplosini (343 soorten)
  - Tribus Lopesiini (28 soorten)
    - Geslacht Allodiplosis 
    - Geslacht Austrolopesia 
    - Geslacht Cordiamyia 
    - Geslacht Lopesia 
    - Geslacht Lopesiella 
    - Geslacht Myrciamyia 
    - Geslacht Obolodiplosis 
    - Geslacht Rochadiplosis 

  - Tribus Mycodiplosini (126 soorten)
  - Niet in een tribus geplaatst binnen Cecidomyiidi (443 soorten)
- Supertribus Lasiopteridi (1948 soorten)
  - Tribus Alycaulini (211 soorten)
  - Tribus Camptoneuromyiini (29 soorten)
    - Geslacht Camptoneuromyia 
    - Geslacht Copinolasioptera 
    - Geslacht Dialeria 
    - Geslacht Domolasioptera 
    - Geslacht Incolasioptera 
    - Geslacht Salvalasioptera 
    - Geslacht Verbasciola 

  - Tribus Dasineurini (879)
  - Tribus Lasiopterini (332 soorten)
  - Tribus Oligotrophini (15 soorten)
    - Geslacht Oligotrophus 
    - Geslacht Walshomyia 

  - Tribus Poomyini (30 soorten)
    - Geslacht Epicalamus (1 soort)
    - Geslacht Mayetiola (29 soorten)

  - Tribus Rhopalomyiini (293 soorten)
    - Geslacht Rhopalomyia 
    - Geslacht Psectrosema 

  - Tribus Trotteriini (23 soorten)
    - Geslacht Trotteria

  - Niet in een tribus geplaatst binnen de Lasiopteridi (63 geslachten, 137 soorten)
    - Geslacht Acericecis 
    - Geslacht Amerhapha 
    - Geslacht Angeiomyia 
    - Geslacht Apiomyia 
    - Geslacht Berberisomyia 
    - Geslacht Blastomyia 
    - Geslacht Celticecis 
    - Geslacht Cembrotia 
    - Geslacht Craneiobia 
    - Geslacht Cupressatia 
    - Geslacht Cystiphora 
    - Geslacht Didymomyia 
    - Geslacht Elachypalpus 
    - Geslacht Ephedromyia 
    - Geslacht Eugeniamyia 
    - Geslacht Fernandesia 
    - Geslacht Ficiomyia 
    - Geslacht Gliaspilota 
    - Geslacht Guareamyia 
    - Geslacht Guarephila 
    - Geslacht Guignonia 
    - Geslacht Haplopalpus 
    - Geslacht Hasegawaia 
    - Geslacht Herbomyia 
    - Geslacht Iteomyia 
    - Geslacht Jorgenseniella 
    - Geslacht Litchiomyia 
    - Geslacht Lyciomyia 
    - Geslacht Masakimyia 
    - Geslacht Mayteniella 
    - Geslacht Mikiola 
    - Geslacht Mikomya 
    - Geslacht Myrciariamyia 
    - Geslacht Neodasyneuriola 
    - Geslacht Neomitranthella 
    - Geslacht Normanbyomyia 
    - Geslacht Novocalmonia 
    - Geslacht Ochnephila 
    - Geslacht Paulliniamyia 
    - Geslacht Peracecis 
    - Geslacht Pernettyella 
    - Geslacht Phegomyia 
    - Geslacht Physemocecis 
    - Geslacht Primavera 
    - Geslacht Procystiphora 
    - Geslacht Promikiola 
    - Geslacht Pseudomikiola 
    - Geslacht Radulella 
    - Geslacht Rhizocecis 
    - Geslacht Riveraella 
    - Geslacht Rosomyia 
    - Geslacht Sackenomyia 
    - Geslacht Scheueria 
    - Geslacht Semudobia 
    - Geslacht Sophoromyia 
    - Geslacht Spartiomyia 
    - Geslacht Sphaeramyia 
    - Geslacht Sterrhaulus 
    - Geslacht Strobilotia 
    - Geslacht Taxomyia 
    - Geslacht Trichoperrisia 
    - Geslacht Trigonomyia 
    - Geslacht Uleia 
    - Geslacht Xyloperrisia
- Supertribus Stomatosematidi (24 soorten)
  - Geslacht  † Clarumreddera 
  - Geslacht Didactylomyia 
  - Geslacht  † Groveromyia 
  - Geslacht  † Rovnodidactylomyia 
  - Geslacht Stomatosema